# Glagolski pridjev
Glagolski pridjevi u hrvatskome jeziku mogu biti radni (aktivni) ili trpni (pasivni).

## Glagolski pridjev radni
Glagolski pridjev radni (aktivni) jednostavan je opći glagolski oblik.
Tvori se od infinitivne osnove svršenih i nesvršenih glagola dodavanjem nastavaka -o ili -ao, -la, lo u jednini te -li, -le, -la u množini. Nastavak -ao za muški rod jednine dolazi ako infinitivna osnova završava zatvornikom (suglasnikom).
Glagolski pridjev radni služi za tvorbu složenih glagolskih oblika: perfekta, pluskvamperfekta, futura drugog te kondicionala prvog i kondicionala drugog.
Glagolski pridjev radni može se ponašati i kao pravi pridjev te onda dobiva i njegov način sklonidbe. Primjerice:
- Grm se rascvao. Rascvali je cvijet mirisao. (GPR, pridjev)

### Primjeri glagolskog pridjeva radnog
GPR pomoćnih glagola biti, htjeti i glagola nositi:
- biti - bio, bila, bilo, bili, bile, bila
- htjeti - htio, htjela, htjelo, htjeli, htjele, htjela
- nositi - nosio, nosila, nosilo, nosili, nosile, nosila

Brojni glagoli ne tvore GPR po ovim pravilima jer su u povijesti doživjeli brojne morfonološke promjene.
- bosti - bo, bola, bolo...
- cvasti - cvao, cvala, cvalo...
- pasti - pao, pala, palo...
- presti - preo, prela, prelo
- rasti - rastao, rasla, raslo...

Glagoli koji s osnovnim završetkom je u muškom rodu jednine zamjenjuju je s alomorfom i:
- smjeti - smio, smjela, smjelo...
- šutjeti - šutio, šutjela, šutio...
- vidjeti - vidio, vidjela, vidjelo...
- voljeti - volio, voljela, voljelo...
- živjeti - živio, živjela, živjelo...

## Glagolski pridjev trpni
Glagolski pridjevi trpni (pasivni) jednostavan je opći glagolski oblik.
Tvori se najčešće od infinitivne osnove svršenih i nesvršenih prijelaznih glagola i nastavaka:
-n, -na, -no, -ni, -ne, -na
-en, -ena, -eno, -eni, -ene, -ena
-jen, -jena, -jeno, -jeni, -jene, -jena
-t, -ta, -to, -ti, -te, -ta

Glagolski pridjev trpni služi za tvorbu pasiva i pridjeva.
Trpni pridjevi rabe se i kao pravi pridjevi te se sklanjaju po pridjevnoj sklonidbi:
- Donio je mljevene orahe.

### Primjeri glagolskog pridjeva trpnog
Kod nekih se glagolskih pridjeva trpnih provodi jotacija:
- baciti - bac + jen - bačen
- gaziti - gaz + jen - gažen
- nositi - nos + jen - nošen
- platiti - plat + jen - plaćen
- vidjeti - vid + jen - viđen

Treba paziti:
- donijeti - donesen donešen
- izgristi - izgrizen izgrižen

To isto vrijedi za izvedenice od osnovnih glagola (nagristi, zagristi, prenijeti, podnijeti, pridonijeti...)

Glagoli poput krstiti, koristiti, pustiti imaju trpni pridjev na -šten:
- kršten, korišten, pušten

Nastavak -t ima većina glagola s infinitivnom osnovom ma -u, -r, -e ispred kojeg nema i, -i te na vokale koji nisu sufiksi:
- nasuti - nasut, skinuti - skinut, donijeti - donijet, piti - pit

Prednost uvijek imaju oblici s nastavkom -n ili -en, dakle - donesen i pijen, a ne donijet i pit. 